# Billlie
Billlie (hangul: 빌리; zapis stylizowany: Bi11lie lub Billlǃə) – południowokoreański girlsband założony przez Mystic Story. Grupa zadebiutowała 10 listopada 2021 roku minialbumem The Billage of Perception: Chapter One. Grupa pierwotnie składała się z sześciu członkiń: Moon Sua, Suhyeon, Haram, Tsuki, Siyoon i Haruna. Siódma członkini, Sheon, później dołączyła do grupy.

## Nazwa
Nazwa Billlie jest pisane przez trzy litery L, ponieważ nazwę tę można podzielić na „Bi” (koreańskie słowo oznaczające deszcz), „11” i „lie” – Bi11lie. Liczba „11” wzięła się z legendy ich grupy; „Kiedy 11. dzwon dzwoni podczas fioletowego deszczu, dzieje się coś dziwnego”, gdzie członkinie kłamią na temat tego, co się stało, aby zachować wydarzenie w tajemnicy. Nazwa odzwierciedla również ich „strony B, wewnętrzne ja, które każdy ma w sobie”, które wyrażają w nadziei, że wczują się w publiczność.  

## Historia

### Przed debiutem
Członkinie Billlie były znane jako Mystic Rookies – program tenowania stażystów pod wytwórnią Mystic Story. 14 września Mystic Story ogłosiło plany ich debiutu w listopadzie 2021 roku. 11 października ujawniono, że grupa będzie się nazywać „Billlie”.
Przed debiutem Moon Sua była stażystką YG Entertainment przez 10 lat. Wzięła udział w programie rywalizacji muzycznej Unpretty Rapstar 2 zajmując trzecie miejsce. Suhyeon brała udział w programie survivalowym Mnet, Produce 101 i została wyeliminowana w 5. odcinku, zajmując 69. miejsce. Brała także udział w programie survivalowym JTBC, Mix Nine, i zagrała w serialu internetowym A-Teen w 2018 roku oraz w jego kontynuacji z 2019 roku A-Teen 2. Haram i Tsuki były stażystkami w SM Entertainment. Dodatkowo Tsuki pracowała jako modelka dla magazynu Popteen i wydała singiel „Magic” z grupą modelek MAGICOUR w 2020 roku. Sheon uczestniczyła w programie survivalowym Mnet, Girls Planet 999 i została wyeliminowana w ostatnim odcinku, zajmując dziesiąte miejsce. Siyoon brała udział w talent show K-pop Star 5, a także pracowała jako modelka dla magazynu Popteen.

### 2021: Debiut zThe Billage of Perception: Chapter One, nowa członkini orazThe Collective Soul and Unknown: Snowy Night
28 października 2021 roku ogłoszono, że ich debiutancki minialbum The Billage of Perception: Chapter One ukaże się 10 listopada. Piosenka dla fanów zatytułowana „Flowerld”, która również znalazła się w minialbumie, została wydana tego samego dnia. 10 listopada ukazał się ich debiutancki minialbum The Billage of Perception: Chapter One i jego główny singiel „Ring X Ring”. 
19 listopada ogłoszono, że Kim Su-yeon, która brała udział w Girls Planet 999, dołączy do grupy pod pseudonimem Sheon jako siódma członkini. 27 listopada Sheon niespodziewanie pojawiła się, wykonując utwór tytułowy „Ring X Ring” wraz z innymi członkiniami w południowokoreańskim programie muzycznym Show! Music Core, był to jej pierwszy występ z grupą.
14 grudnia grupa wydała swój pierwszy cyfrowy single album The Collective Soul and Unknown: Snowy Night i jego główny singiel „Snowy Night”. Jest to pierwsza piosenka grupy razem z nową członkinią, Sheon.

### 2022:The Collective Soul And Unknown: Chapter OneorazThe Billage of Perception: Chapter Two
11 lutego 2022 roku ogłoszono, że 23 lutego Billlie wyda swój drugi minialbum The Collective Soul And Unknown: Chapter One i jego główny singiel „GingaMingaYo (The Strange World)”. 1 marca grupa wydała swój pierwszy soundtrack album The Collective Soul and Unknown: Chapter One Original Soundtrack z „What Is Your B?”. 
8 sierpnia ogłoszono, że grupa wyda sequel swojego pierwszego albumu. 16 sierpnia ogłoszono, że ich trzeci minialbum The Billage of Perception: Chapter Two i jego główny singiel „Ring Ma Bell (What a Wonderful World)”, zostaną wydane 31 sierpnia.

### Od 2023:The Billage of Perception: Chapter ThreeorazSide-B: Memoirs of Echo Unseen
7 lutego 2023 roku ogłoszono, że grupa wyda czwarty minialbum. 6 marca ogłoszono, że ich czwarty minialbum The Billage of Perception: Chapter Three i jego główny singiel „Eunoia”, ukażą się 28 marca.
20 kwietnia Mystic Story ogłosiło, że działalność grupy została wstrzymana z powodu nagłej śmierci brata Moon Sua, Moonbina z Astro. Następnie, 24 kwietnia, Mystic Story ogłosiło, że promocje minialbumu dobiegły końca i że Moon Sua weźmie przerwę, a pozostałych 6 członkiń będzie kontynuowało działalność.
24 września ogłoszono, że grupa wyda pierwszy fizyczny single album Side-B: Memoirs of Echo Unseen. Przedpremierowa piosenka z albumu zatytułowana „BYOB (Bring Your Own Best Friend)”, została wydana 27 września. 23 października single album został wydany wraz z jego głównym singlem „Dang! (Hocus Pocus)”. Moon Sua i Suhyeon nie będą uczestniczyły w wydaniu singla przez ich przerwę.

## Członkinie
| Pseudonim   | Pseudonim | Prawdziwe imię                                      | Data urodzenia        | Narodowość       | Pozycje                      |
| Latynizacja | Hangul    | Prawdziwe imię                                      | Data urodzenia        | Narodowość       | Pozycje                      |
| ----------- | --------- | --------------------------------------------------- | --------------------- | ---------------- | ---------------------------- |
| Moon Sua    | 문수아    | Moon Sua (kor. 문수아)                              | 9 września 1999 roku  | Korea Południowa | główna raperka, wokalistka   |
| Suhyeon     | 수현      | Kim Suhyeon (kor. 김수현)                           | 15 stycznia 2000 roku | Korea Południowa | główna wokalistka, tancerka  |
| Haram       | 하람      | Kim Haram (kor. 김하람)                             | 13 stycznia 2001 roku | Korea Południowa | główna wokalistka, tancerka  |
| Tsuki       | 츠키      | Fukutomi Tsuki (kor. 후쿠토미 츠키, jap.福富月)     | 21 września 2002 roku | Japonia          | główna tancerka. wokalistka  |
| Sheon       | 션        | Kim Suyeon (kor. 김수연)                            | 28 stycznia 2003 roku | Korea Południowa | główna tancerka, raperka     |
| Siyoon      | 시윤      | Kim Siyoon (kor. 김시윤)                            | 16 lutego 2005 roku   | Korea Południowa | główna raperka, tancerka     |
| Haruna      | 하루나    | Osato Haruna (kor. 오오사토 하루나, jap. 大里 春菜) | 30 stycznia 2006 roku | Japonia          | tancerka, wokalistka, maknae |

## Dyskografia

### Minialbumy
| Lista utworów |
| --- |
| - „Ring X Ring” - „Flipping a Coin” - „Flowerld” - „The Eleventh Day” - „Everybody's Got a Secret” - „The Rumor” |

| Lista utworów                                                                                                  |
| --- |
| 1. „GingaMingaYo (The Strange World)” 2. „A Sign ~ Anonymous” 3. „Overlap (1/1)” 4. „Moon Palace” 5. „Believe” |

| Lista utworów |
| --- |
| 1. „My B = The Birth of Emotion” 2. „B'rave ~ A Song for Matilda” 3. „Ring Ma Bell (What a Wonderful World)” 4. „Sun Palace (Stroop Effect)” 5. „Mcguffins ~ Who's the Joker?” 6. „Back 2 Where We Belong” |

| Lista utworów |
| --- |
| 1. „Enchanted Night ~ 白夜” 2. „Lionheart (The Real Me)” 3. „Eunoia” 4. „Various and Precious (Moment of Inertia)” 5. „Extra-Ordinary” 6. „Nevertheless” |

### Single albumy
| Lista utworów                                                  |
| -------------------------------------------------------------- |
| 1. „Patbingsu (팥빙수)” 2. „Highway Romance (고속도로 로맨스)” |

| Lista utworów |
| --- |
| 1. „BYOB (Bring Your Own Best Friend)” 2. „Dang! (Hocus Pocus)” 3. „BYOB (Bring Your Own Best Friend) (English ver.)” 4. „Dang! (Hocus Pocus) (English ver.)” |

| Lista utworów |
| --- |
| 1. „GingaMingaYo (The Strange World) -Japanese ver.-” 2. „Everybody's Got a Secret -Japanese ver.-” 3. „GingaMingaYo (The Strange World) -Japanese ver.-” (Inst.) 4. „Everybody's Got a Secret -Japanese ver.-” (Inst.) |

### Soundtrack albumy
| Rok  | Dane dot. albumu |
| ---- | --- |
| 2022 | The Collective Soul and Unconscious: Chapter One Original Soundtrack from "What Is Your B?" - Wydany: 1 marca 2022 roku - Wytwónia: Mystic Story - Formaty: digital download, streaming                 |
| 2022 | The Billage of Perception: Chapter Two Original Soundtrack from "The End of the World and the Awakening" - Wydany: 8 września 2022 roku - Wytwónia: Mystic Story - Formaty: digital download, streaming |

### Single
| Rok  | Tytuł                                       | Najwyższe pozycje | Najwyższe pozycje | Najwyższe pozycje | Album                                                                       |
| Rok  | Tytuł                                       | KOR Down.         | JPN               | JPN Heat.         | Album                                                                       |
| ---- | ------------------------------------------- | ----------------- | ----------------- | ----------------- | --------------------------------------------------------------------------- |
| 2021 | „Ring X Ring”                               | 167               | –                 | –                 | The Billage of Perception: Chapter One                                      |
| 2021 | „Snowy Night”                               | –                 | –                 | –                 | The Collective Soul and Unknown: Snowy Night                                |
| 2022 | „GingaMingaYo (The Strange World)”          | 92                | 4                 | 6                 | The Collective Soul and Unconscious: Chapter One                            |
| 2022 | „Patbingsu” (팥빙수) (z Yoon Jong-shin)     | 144               | –                 | –                 | Track by Yoon: Patbingsu                                                    |
| 2022 | „Ring Ma Bell (What a Wonderful World)”     | 32                | –                 | –                 | The Billage of Perception: Chapter Two                                      |
| 2023 | „Eunoia”                                    | 47                | –                 | –                 | The Billage of Perception: Chapter Three                                    |
| 2023 | „Dang! (Hocus Pocus)”                       | 60                | –                 | –                 | Side B: Memoirs of Echo Unseen                                              |
| 2023 | „The Soul Savior ~ I Don't Need a Superman” | –                 | –                 | –                 | The Billlie's Odditorium' The First Edition                                 |
| 2024 | „1월 0일 (A Hope Song)”                     | –                 | –                 | –                 | Billlie [ 'The Billlie's Odditorium' The Second Edition ]이 발매 되었습니다 |

### Inne notowane utwory
| Rok  | Tytuł                                      | Najwyższe pozycje | Album                                    |
| Rok  | Tytuł                                      | KOR Down.         | Album                                    |
| ---- | ------------------------------------------ | ----------------- | ---------------------------------------- |
| 2023 | „Enchanted Night ~ 白夜”                   | 121               | The Billage of Perception: Chapter Three |
| 2023 | „Lionheart (The Real Me)”                  | 123               | The Billage of Perception: Chapter Three |
| 2023 | „Nevertheless”                             | 126               | The Billage of Perception: Chapter Three |
| 2023 | „Various and Precious (Moment of Inertia)” | 130               | The Billage of Perception: Chapter Three |
| 2023 | „Extra-ordinary”                           | 131               | The Billage of Perception: Chapter Three |

## Filmografia

### Teledyski
| Rok  | Tytuł                                   | Reżyser(zy)                 |
| ---- | --------------------------------------- | --------------------------- |
| 2021 | „Ring X Ring”                           | Hwang Suah                  |
| 2021 | „Snowy Night”                           | Zanybros                    |
| 2022 | „GingaMingaYo (The Strange World)”      | Zanybros                    |
| 2022 | „Patbingsu”                             | Zanybros                    |
| 2022 | „Ring Ma Bell (What a Wonderful World)” | Zanybros                    |
| 2023 | „Eunoia”                                | Kwak Doori (Segaji Video)   |
| 2023 | „BYOB (Bring Your Own Best Friend)”     | kino, lord, won (MILPOWDER) |
| 2023 | „Dang! (Hocus Pocus)”                   | Zanybros                    |

## Nagrody i nominacje
| Rok  | Ceremonia wręczenia nagród     | Kategoria                   | Nominowany/Praca | Wynik     | Przypisy      |
| ---- | ------------------------------ | --------------------------- | ---------------- | --------- | ------------- |
| 2022 | Asia Artist Awards             | Potential Awards – Music    | Billlie          | Wygrana   | [ 44 ]        |
| 2022 | Brand Customer Loyalty Awards  | Rookie of the Year (Female) | Billlie          | Nominacja | [ 45 ]        |
| 2023 | Korea First Brand Awards       | Female Idol (Rising Star)   | Billlie          | Wygrana   | [ 46 ]        |
| 2021 | Hanteo Music Awards            | Rookie Award – Female Group | Billlie          | Nominacja | [ 47 ]        |
| 2023 | Hanteo Music Awards            | Emerging Artist Award       | Billlie          | Wygrana   | [ 48 ]        |
| 2022 | Melon Music Awards             | New Artist of the Year      | Billlie          | Nominacja | [ 49 ]        |
| 2021 | Mnet Japan Fan's Choice Awards | Female Rookie of the Year   | Billlie          | Nominacja | [ 50 ] [ 51 ] |